# Кристијан Стокер
Кристијан Стокер (Винер Нојштат, 20. март 1960) је аустријски политичар који је био 29. канцелар Аустрије од марта 2025. Члан Аустријске народне странке (ÖVP), члан је Националног савета од 2019. и вршилац дужности председника Аустријскен народне странке од 5. јануара 2019. године. Претходно је био генерални секретар странке од септембра 2022. до јануара 2025. године. 5. јануара 2025. изабран је за новог вршиоца дужности партијског лидера Аустријске народне странке, након оставке канцелара Карла Нехамера.
Након што је то раније одбацио, Стокер је најавио спремност ÖVP-а да уђе у коалиционе преговоре са Хербертом Киклом и крајње десничарском FPÖ. Коалициони преговори између ÖVP, SPÖ и NEOS-а су претходно пропали након парламентарних избора у Аустрији 2024. године. ÖVP, SPÖ и NEOS су 27. фебруара 2025. објавили споразум о формирању коалиционе владе коју ће предводити Стокер као канцелар.

## Младост и образовање
Стокер је рођен и одрастао у Винер Нојштату. Његов отац, Франц Стокер, био је представник ÖVP-а у Савезном већу. Основну и средњу школу завршио је у Винер Нојштату. Студирао је право на Универзитету у Бечу од 1979. године, а магистрирао 1986. Године 1988. докторирао је право.

## Политичка каријера
Стокер је 12. јуна 2019. положио заклетву као члан Савезног већа током XXVI законодавног периода, наследивши Јохана Редлера, који је поднео оставку на свој мандат. У јуну 2021. поново је изабран за председника ÖVP-а у Винер Нојштату. У децембру 2021. именован је за портпарола за унутрашње послове и безбедност у оквиру посланичког клуба ÖVP.
У марту 2022. Штокер је изабран за заменика страначког председника дистрикта, а у септембру 2022. именован је за генералног секретара ÖVP-а. За изборе за Савезно веће 2024. био је главни кандидат странке у округу Доња јужна Аустрија и био је на седмом месту на савезној листи ÖVP-а, чиме је обезбедио директан мандат од свог округа. 

### Председник странке и канцелар
Након избора за Савезно веће 2024. године, Стокер је постао члан преговарачког тима ÖVPза формирање владе са SPÖ и NEOS-ом. Након оставке Карла Нехамера због неуспеха преговора о тројној коалицији између ÖVP, SPÖ и NEOS-а, 5. јануара 2025. именован је за председника Аустријске народне странке. Одмах након његовог именовања за лидера странке, ÖVP је, под његовим руководством, започео преговоре са FPÖ-ом, која је изашла као најјача странка на изборима за Савезно веће 2024. године. Овај потез је био критички гледан у другим европским земљама; На пример, председник немачке CDU (сестринске странке ÖVP-а у Европској народној партији) Фридрих Мерц назвао је овај корак „катастрофом“ због десничарске популистичке оријентације FPÖ. До мало раније, сам Стокер је, као председник странке, више пута у медијима износио изузетно критичне ставове о FPÖ. Преговори са FPÖ-ом су на крају пропали 12. фебруара 2025. године. После општинских избора 2025. поднео је оставку на мандат у Винер Нојштату и дао оставку на функцију заменика градоначелника, али је остао председник градске странке. Матија Заунер је постао вршилац дужности председника градске странке.
Из обновљених коалиционих преговора између ÖVP, SPÖ и NEOS-а, Стокер је изашао као најперспективнији кандидат за функцију аустријског канцелара. Пред савезним председником Александром Фан дер Беленом је 3. марта 2025. положио заклетву као савезни канцелар Републике Аустрије. Он води Стокерову владу. Његов мандат Савезног већа припао је Томасу Елијану. Дана 29. марта 2025. изабран је за председника ÖVP-а на конгресу странке са 98,4% гласова.

## Приватни живот
Почасни је члан католичког студентског удружења у Удружењу аустријских картела.

## Спољашне везе
- Christian Stocker на meineabgeordneten.at
- Christian Stocker на Веб-сајту посланичког клуба Аустријске народне странке
- Ausschuss für innere Angelegenheiten (1/A-IA XXVII. GP)